# OPAP
OPAP (en grec moderne : Οργανισμός Προγνωστικών Αγώνων Ποδοσφαίρου) est une entreprise de pari anciennement publique. Elle a été complètement privatisée en 2013, à la suite de la crise économique en Grèce, via l'organisme Hellenic Republic Asset Development Fund.

## Loteries Helléniques
En juillet 2013, le HRADF et Hellenic Lotteries S.A. ont signé un accord de concession octroyant le droit exclusif d'exploiter les loteries d'État de la République Hellénique pour une durée de 12 ans. Hellenic Lotteries S.A. est un consortium composé d'OPAP Investment Limited (67%), Intralot Lotteries Limited (16,5%) et de Scientific Games (16,5%). La contrepartie financière totale pour la République Hellénique inclut un paiement initial de 190 millions d'euros et un revenu minimum garanti de 580 millions d'euros (étalé sur une période de 12 ans).

## Horse Races S.A.
En novembre 2015, la filiale d'OPAP, Horse Races S.A., a obtenu une licence de paris sur les courses de chevaux pour une durée de 20 ans auprès du HRADF, pour un montant de 40 millions d'euros,,. Les paris sur les courses de chevaux en Grèce étaient auparavant gérés par le groupe public ODIE. Les premières courses grecques organisées par Horse Races S.A., filiale d'OPAP, ont eu lieu dans la ville de Markopoulo en Attique, le vendredi 22 janvier 2016. Le 26 novembre 2016, PMU et Hellas Horse Races S.A. ont annoncé le lancement d'un partenariat afin de proposer aux parieurs grecs des paris mutualisés sur les courses françaises. Horse Races S.A. offre également des paris sur les courses de chevaux britanniques et sud-africaines.

## Controverses

### Implication dans l'arrêt des opérations de Stanleybet
En novembre 2008, le gouvernement de la Grèce a mis fin aux opérations grecques de Stanleybet International, une entreprise de paris basée à Liverpool. Stanleybet, ayant récemment inauguré deux bureaux en Grèce, devait être un concurrent majeur pour OPAP. À la suite des plaintes publiques d'OPAP, le gouvernement a fait une descente dans les bureaux de Stanleybet le 7 novembre 2008, saisissant leurs biens.
Un des griefs exprimés par les protestations lors des émeutes grecques de 2008 était la rapidité du gouvernement à agir en faveur d'OPAP pour éliminer la concurrence, alors qu'il est souvent perçu comme lent à agir pour des questions touchant à la sécurité publique ou aux droits du peuple.

### Décision de la Cour de justice de l'Union européenne
En 2011, Stanleybet et deux autres entreprises du Royaume-Uni, William Hill et Sportingbet, ont entamé une action en justice devant le Symvoulio tis Epikrateias (Conseil d'État) après que leurs demandes d'autorisation à OPAP pour fournir des services de paris sportifs en Grèce ont été rejetées. Le Conseil d'État a ensuite soumis l'affaire à la Cour de justice de l'Union européenne pour obtenir une décision préliminaire concernant la liberté d'établissement et la liberté de prestation de services qui sont des principes fondamentaux du droit de l'UE. La décision préliminaire a confirmé que la législation grecque conférant à OPAP un monopole sur les jeux de hasard était contraire au droit de l'UE.